# Coup d'État de 1960 au Népal
Le coup d'État de 1960 au Népal est un coup d'État survenu le 15 décembre 1960 au Népal,.

## Coup d'État
Le coup d'État a été dirigé par le roi Mahendra, qui a destitué le cabinet (en) de B. P. Koirala et a emprisonné Koirala. Le 13 avril 1961, Mahendra a fait une apparition télévisée dans laquelle il a présenté le Panchayat (en), un système politique sans parti.